# Sandy Brondello
Sandra Anne „Sandy” Brondello (ur. 20 sierpnia 1968 w Mackay) – australijska koszykarka występująca na pozycji rzucającej, dwukrotna wicemistrzyni olimpijska oraz brązowa medalistka mistrzostw świata, po zakończeniu kariery sportowej trenerka koszykarska, obecnie trenerka zespołu WNBA – New York Liberty.
Jest żoną trenera koszykarskiego – Olafa Lange. Występowała w prowadzonych przez niego zespołach BTV 1846/Golg-Zack Wuppertal (jako asystent – 1995–1997, główny trener – 1997–2002), Ros Casares Walencja (2004). Współpracowali też jako trenerzy w San Antonio Silver Stars (2007–2010) oraz UMMC Jekaterynburg (2012–2016).
7 stycznia 2022 została trenerką New York Liberty.

## Osiągnięcia
Na podstawie, o ile nie zaznaczono inaczej.

### Zawodnicze

#### WNBA
- Laureatka WNBA Peak Performers Award (1998 w kategorii skuteczności rzutów wolnych)
- Uczestniczka meczu gwiazd WNBA (1999)
- Liderka WNBA w skuteczności rzutów wolnych (1998)

#### Drużynowe
- Mistrzyni:
  - Euroligi (1996)
  - Niemiec (1993–2002)
  - Hiszpanii (2004)
- Wicemistrzyni:
  - Euroligi (1997)
  - Australii (1986)
- 4. miejsce w Eurolidze (1994, 1999)
- Zdobywczyni:
  - Superpucharu Hiszpanii (2003)
  - pucharu:
    - Niemiec (1993–2002)
    - Hiszpanii (2004)

#### Indywidualne
- MVP:
  - Final Four Euroligi (1996)
  - WNBL (1995)
  - Superpucharu Hiszpanii (2003)
- Najlepsza zawodniczka Australii (1992)
- Uczestniczka meczu gwiazd:
  - WNBL (1994, 1995)
  - Euroligi (1994, 1996, 1997)
- Zaliczona do:
  - I składu WNBL (1994, 1995)
  - Australijskiej Galerii Sław Koszykówki (2010)
  - Galerii Sław Sportu Queensland (2009)[10]
- Liderka:
  - strzelczyń:
    - Euroligi (1999)
    - WNBL (WNBL Top Shooter Award – 1994, 1995)

  - w skuteczności rzutów wolnych WNBL (1986, 1987, 1990, 1994, 1995)

#### Reprezentacja
- Wicemistrzyni olimpijska (2000, 2004)
- Brązowa medalistka:
  - mistrzostw świata (1998, 2002)
  - olimpijska (1996)
- Uczestniczka:
  - igrzysk olimpijskich (1996, 2000, 2004)
  - mistrzostw świata:
    - 1990 – 6. miejsce, 1994 – 4. miejsce, 1998, 2002
    - U–19 (1985)

  - turnieju Diamond Ball (2004)
  - kwalifikacji do igrzysk olimpijskich (1988, 1992)

### Trenerskie
Trenerka główna
- Mistrzostwo WNBA (2014)
- Trenerka Roku WNBA (2014)
- Trenerka drużyny Zachodu podczas meczu gwiazd WNBA (2015)

Asystentka trenera
- Mistrzostwo
  - Euroligi (2013, 2016)
  - Rosji (2013–2016)
- Wicemistrzostwo:
  - Euroligi (2015)
  - WNBA (2008)
- Brąz Euroligi (2014)
- Zdobywczyni pucharu:
  - Superpucharu Europy (2013, 2016)
  - Rosji (2013,2014)
  - UMMC Jekaterynburg (2012, 2013, 2014, 2015)
- Finalistka Superpucharu Europy (2015)